# 김호식 (공무원)
김호식(金昊植, 1949년 5월 16일 ~ , 충남 논산)은 대한민국의 경제관료이다.
행정고시 11회로 공직에 입문한 뒤, 재정경제부 기획관리실장, 관세청장, 국무조정실장, 해양수산부 장관, 한국과학기술원(KAIST) 테크노경영대학원 초빙교수, 국민연금관리공단 이사장 등을 역임하였다.

## 학력
- 서울고등학교
- 서울대학교 무역학과 경제학 학사
- 한국과학기술원 산업공학 석사

## 참고 자료
- 김호식 네이버 인물검색